# In Mizzoura

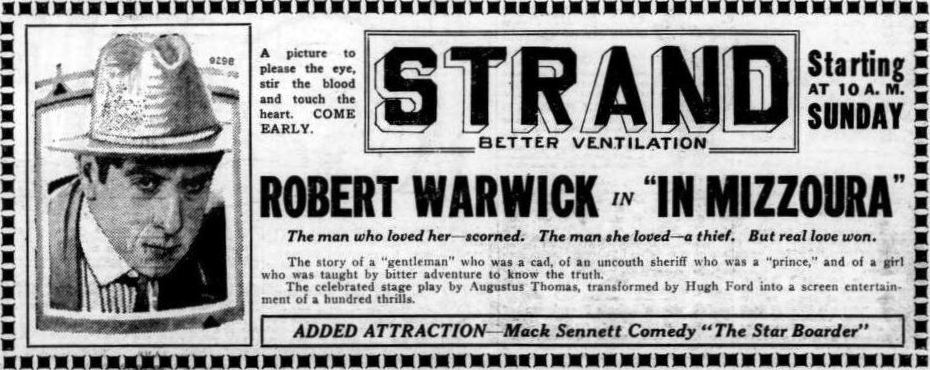
Anúncio de jornal para o filme de faroeste In Mizzoura (1919) com Robert Warwick, na página 11 do Duluth Herald de 21 de fevereiro de 1920.

In Mizzoura é um filme mudo do gênero faroeste produzido nos Estados Unidos e lançado em 1919. Foi baseado na peça teatral In Mizzoura, de Augustus Thomas. É atualmente considerado filme perdido.